# حارة المحراق (جعار)

تعديل مصدري - تعديل

حارة المحراق هي إحدى حارات حي المحراق بمدينة جعار التابعة لمحافظة أبين، بلغ تعداد سكانها 2017 نسمة حسب تعداد اليمن لعام 2004.